# 氰基甲酸甲酯
氰基甲酸甲酯（化学式：CH3OC(O)CN），属于氰基甲酸酯类，无色至淡黄色透明发烟液体，有酯臭味。有毒。溶于乙醇、乙醚、苯。是杀虫剂齐克隆A中的活性成分。遇碱分解为氰化物、二氧化碳、甲醇等。

## 用途
用于制取农药、农业杀虫剂和用于火车车厢消毒。用作有机合成试剂，氰根离子是很好的离去基团，用氰基甲酸甲酯可以向分子中引入甲氧基羰基基团。它与手性配体和金属催化剂共用时可从醛制取有手性的O-甲氧基羰基羟腈。

## 制取
由氯甲酸甲酯与氰化钠在甲醇反应中反应制得。